# Selección de box lacrosse de Escocia
La selección de box lacrosse de Escocia representa a Escocia en el box lacrosse. Está regido por la Lacrosse Scotland.

## World Indoor Lacrosse Championship
El World Indoor Lacrosse Championship (WILC) se llevó a cabo en Hamilton, Kitchener, Mississauga y Oshawa, Ontario, Canadá en mayo de 2003. Participaron equipos nacionales de Australia, Canadá, República Checa, Iroqués, Escocia y Estados Unidos. El Campeonato Mundial de Lacrosse Indoor fue patrocinado por la Federación Internacional de Lacrosse hasta 2007. El equipo asistió al segundo campeonato en 2007. El campeonato ahora está patrocinado por World Lacrosse (formalmente la Federación Internacional de Lacrosse). El programa de lacrosse Box (Indoor) dentro de Escocia y el equipo nacional de lacrosse indoor de Escocia se reformó en 2018 después de no asistir a los Campeonatos Mundiales de Lacrosse Indoor de 2011 y 2015. El equipo está bajo la dirección de Brendan Cook (director general), Brian Witmer (entrenador en jefe) y Navi Mahal (entrenador asistente). El equipo asistió al European Box lacrosse invitational (EBox) en 2018 y nuevamente en 2019. El equipo asistirá al Campeonato Mundial de Lacrosse Indoor 2019 en Langley, Canadá y ha sido sembrado 16 de 20 equipos.

## Jugadores

### Equipo actual
| Pos.       | N.º | Jugador          | Equipo                        | Nac.           |
| ---------- | --- | ---------------- | ----------------------------- | -------------- |
| Portero    | 44  | Dylan Cowman     | Glasgow Clydesiders           | Canadá         |
| Portero    | 35  | Chris Knowles    | Scotland Grizzlies            | Escocia        |
| Portero    | 77  | Craig McFeeters  | Port Moody                    | Canadá         |
| Defensa    | 1   | Nye Gordon       | London Raptors                | Escocia        |
| Defensa    | 28  | Peter Shepherd   | Scotland Grizzlies            | Escocia        |
| Defensa    | 42  | Sam Vickars      | Glasgow Clydesiders           | Canadá         |
| Defensa    | 8   | John McIntyre    | Strathclyde University        | Escocia        |
| Defensa    | 91  | John King        | Edinburgh City                | Escocia        |
| Defensa    | 2   | Jorel Doherty    | London Raptors                | Australia      |
| Defensa    | 23  | Ben Robertson    | Edinburgh City                | Escocia        |
| Defensa    | 32  | Colin Weir       | Stirling Stags                | Escocia        |
| Transición | 16  | Iain Murray      | London Raptors                | Canadá         |
| Transición | 21  | Matt Hill        | Glasgow Clydesiders           | Escocia        |
| Transición | 3   | Colin Gill       | Edinburgh City                | Inglaterra     |
| Atacante   | 93  | Cole Paciejewski | RPR Mechanical/BX Pub Bandits | Canadá         |
| Atacante   | 12  | Tom Becque       | Edinburgh City                | Inglaterra     |
| Atacante   | 10  | Thomas Moffat    | Langley Thunder               | Canadá         |
| Atacante   | 13  | Tim Mottram      | Leeds City                    | Escocia        |
| Atacante   | 24  | Iain Vickars     | Hillcroft                     | Canadá         |
| Atacante   | 17  | Michael Barclay  | Edinburgh City                | Inglaterra     |
| Atacante   | 11  | Trevor Jackson   | Glasgow Clydesiders           | Estados Unidos |
| Atacante   | 36  | Martin Crawford  | Edinburgh City                | Escocia        |
| Atacante   | 22  | Johny Shaw       | Glasgow City                  | Escocia        |